# Eastman Wind Ensemble
Das Eastman Wind Ensemble ist ein sinfonisches Blasorchester in den Vereinigten Staaten von Amerika.

## Geschichte
Das Orchester wurde 1952 von Frederick Fennell an der Eastman School of Music gegründet. Frederick Fennell begründete mit diesem Orchester die moderne sinfonische Blasmusik, in der jede Orchesterstimme nur von einem Musiker gespielt wird und die Originalkompositionen für diese Orchesterform Transkriptionen von Orchesterwerken vorzieht. Das Eastman Wind Ensemble hat mehr als 150 Kompositionen uraufgeführt, unter anderem Werke von Bernard Rands und Joseph Schwantner.
Im Jahr 1987 wurde das Ensemble nominiert für einen Grammy Award für die beste Aufführung eines Instrumentalsolos (mit oder ohne Orchester) in ihrem Album Carneval aus dem Jahr 1986, das in Zusammenarbeit mit dem Trompeter Wynton Marsalis entstand.

## Dirigenten
- Frederick Fennell – 1952–1961
- A. Clyde Roller – 1962–1964
- Donald Hunsberger – 1965–2001
- Mark Scatterday – 2002–heute